# Thomas Crean

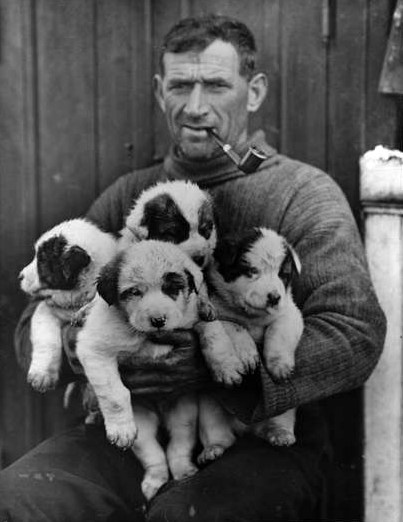
Tom Crean mit seinen Schlittenhund-Welpen Roger, Nell, Toby und Nelson (fotografiert von Frank Hurley während der Endurance-Expedition) (1914)

Thomas (Tom) Crean, irisch Tomás Ó Croidheáin (* 20. Juli 1877 in Annascaul, County Kerry, Irland; † 27. Juli 1938 in Cork, County Cork, Irland) war ein irischer Polarforscher, der zwischen 1901 und 1916 an drei Expeditionen des sogenannten „Goldenen Zeitalters der Antarktis-Forschung“ teilnahm. Michael Smith (2009; 2021) würdigt Crean als lange vergessenen Forscher und Organisator der Antarktis-Expeditionen.

## Leben
Von 1901 bis 1904 war Crean Mitglied der Discovery-Expedition unter Robert Falcon Scott und wurde von diesem auch für die Terra-Nova-Expedition (1910 bis 1913) berufen, welche u. a. das Ziel hatte, den geographischen Südpol zu erreichen. Crean nahm mit Scott und 14 anderen Männern an der Reise zum Südpol teil, bei der geplant war, dass zwölf Männer mitfahren, um die benötigten Vorräte weit genug zu transportieren und dann nach und nach in Viererteams umkehren. Bei 87° 32′ S, 150 Meilen vom Pol entfernt, änderte Scott aber den Plan und schickte als letzte Rückkehrergruppe drei Leute, nämlich Crean, William Lashly und Edward „Teddy“ Evans, auf den 750 Meilen langen kräfteraubenden Marsch zurück. Evans erkrankte auf der Fahrt schwer an Skorbut und musste ab dem One Ton Depot bei 79° 29′ S von Crean und Lashly auf dem Schlitten transportiert werden. Crean absolvierte die letzten 35 Meilen allein, während Lashly bei Evans blieb, und rettete damit dem schwerkranken Evans, der nicht mehr laufen konnte, das Leben, weil er so gerade noch rechtzeitig einen Rettungstrupp alarmieren konnte. Im folgenden Frühling gehörte er der Suchgruppe und auch der Expeditionsmannschaft an, die den verschollenen Scott und seine Leute suchte. Sie fanden Scott und zwei Männer der letzten Gruppe tot 18 Kilometer entfernt vom One Ton Depot. Die beiden anderen Teilnehmer der letzten Gruppe waren schon vorher gestorben.
Crean galt als ein einfacher Mann; ohne große Bildung, aber körperlich und mental sehr stark. Zusammen mit Frank Wild und Frank Worsley war er eine der Stützen auf der Endurance-Expedition (1914 bis 1916) unter der Leitung von Ernest Shackleton. Als die Endurance, die bereits im Januar 1915 vom Packeis eingeschlossen worden war, dem Pressdruck nicht mehr standhielt und Ende Oktober sank, ordnete Shackleton an, alle Tiere ohne konkreten Nutzen – drei Hundewelpen, den Schlittenhund Sirius, der sich nicht wie die anderen einspannen ließ, und die Schiffskatze Mrs. Chippy – zu erschießen. Als zweitem Offizier fiel es Tom Crean zu, die Erschießungen vorzunehmen.
Er gehörte der sechsköpfigen Mannschaft an, die zur Rettung der übrigen Expeditionsteilnehmer die legendäre Überfahrt von Elephant Island nach Südgeorgien in der James Caird wagte, und unternahm anschließend zusammen mit Shackleton und Worsley den Gewaltmarsch von King Haakon Bay nach Stromness.

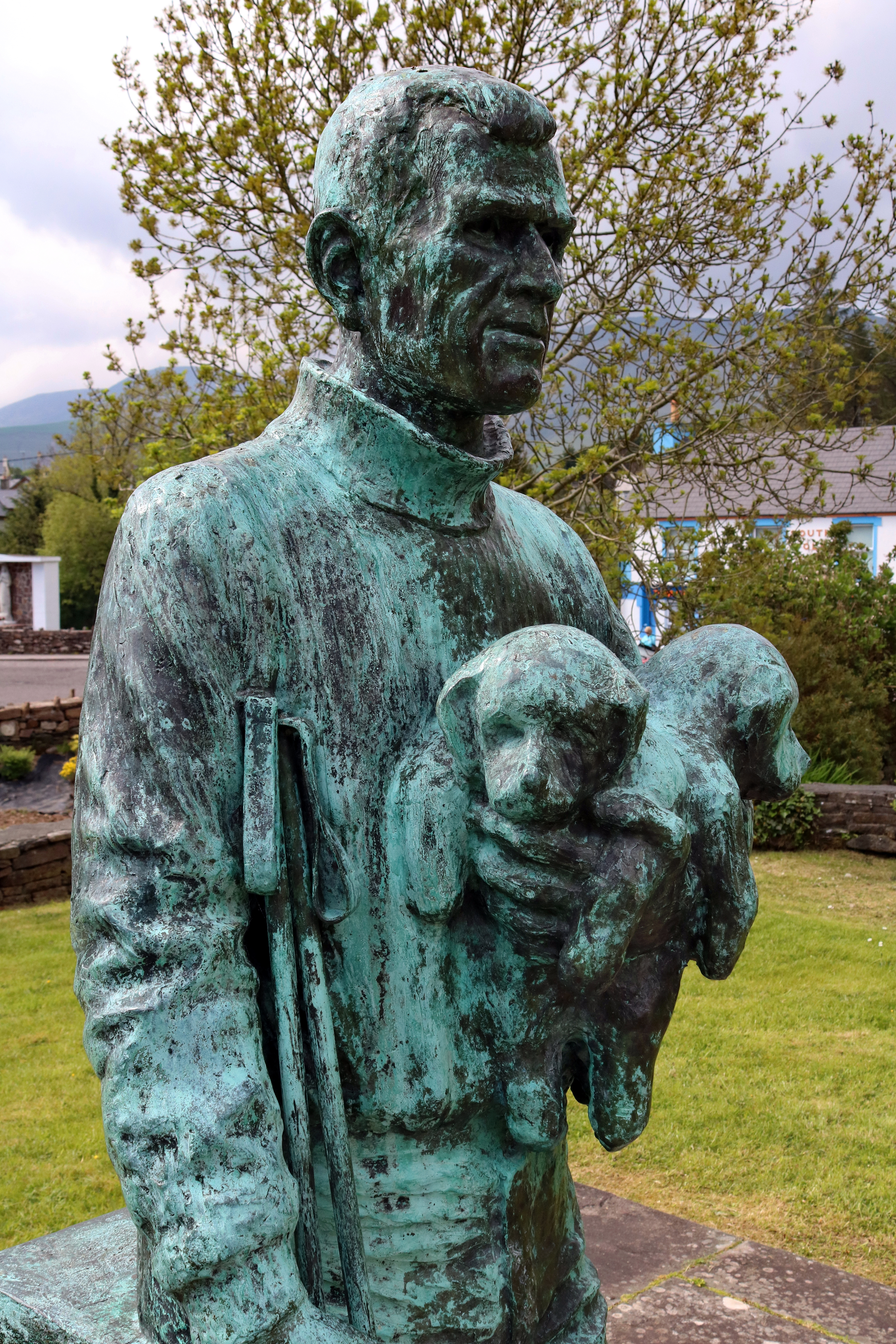
Statue von Tom Crean in Annascaul

Er sollte danach auch noch an Shackletons Quest-Expedition (1921 bis 1922) teilnehmen, verzichtete aber und ließ sich in Irland nieder. Später betrieb er in seinem Geburtsort einen Pub mit dem Namen „The South Pole Inn“, den es noch heute gibt. Er heiratete 1917 Eileen (Nell) Herlihy. Aus der Ehe gingen drei Töchter hervor. Katherine starb 1924 im Alter von vier Jahren. Crean starb 1938 an einem Blinddarmdurchbruch.
2003 wurde in einem kleinen Park in Annascaul gegenüber dem „South Pole Inn“ eine Bronzestatue von Tom Crean enthüllt.
Nach Crean sind der Mount Crean in der Antarktis sowie auf Südgeorgien im Südatlantik der Crean Lake und der Crean-Gletscher sowie ein irisches Forschungsschiff benannt. Die Dingle Brewing Company braute ab 2011 ein Lagerbier unter dem Namen Tom Crean’s Irish Lager, das mit Bezug auf den Polarforscher vermarktet wurde (Discover Crean’s. A True Irish Hero). Nachdem die Brauerei versucht hatte, auch in die USA zu expandieren, ging diese im Jahr 2017 Konkurs. Seit 2019 werden in Kenmare durch die Enkeltochter Aileen Crean O’Brien in der Kleinbrauerei Tom Crean Brewery verschiedene Biere (Ale, Stout, IPA, Irish Lager und sogar Kölsch) hergestellt.